# Kovačevo
Kovačevo (en serbe cyrillique : Ковачево) est un village de Serbie situé sur le territoire de la Ville de Novi Pazar, district de Raška. Au recensement de 2011, il comptait 247 habitants.

## Démographie
| 1948 | 1953 | 1961 | 1971 | 1981 | 1991 | 2002 | 2011 |
| ---- | ---- | ---- | ---- | ---- | ---- | ---- | ---- |
| 439  | 478  | 454  | 415  | 329  | 302  | 243  | 247  |

|  |